# Черга (приток Семы)
Черга́ (в верховье Верхняя Черга; устар. Большая Черга) — река в Шебалинском районе Республики Алтай, левый приток реки Семы. Длина реки — 49 км.
В устье Черги расположено одноимённое село. Высота устья около 445 м над уровнем моря.

## Притоки (км от устья)
- 7 км: река Булухта (лв)
- 17 км: река Кукуя (лв)
- 19 км: река Каилда (лв)

## Этимология
Однозначное происхождение названия не определено, допустимы несколько этимологий: алт. диал. чагры, монг. царга — свирепый, неукротимый, ярый, неистовый; алт. диал. чаргы, якут. чаргы — мель, перекат; алт. чаргы — точильный камень; алт. диал. чарга — мелкий хариус.

## Данные водного реестра
По данным государственного водного реестра России относится к Верхнеобскому бассейновому округу, водохозяйственный участок реки — Катунь, речной подбассейн реки — Бия и Катунь. Речной бассейн реки — (Верхняя) Обь до впадения Иртыша.
Код водного объекта в государственном водном реестре — 13010100312115100006961.